# Ciconia nigra
La cigüeña negra (Ciconia nigra) es una especie de ave cinconforme de la familia Ciconiidae propia de Eurasia y África. Es un ave migratoria que cría en las zonas templadas de Eurasia y el África austral y se desplaza al África tropical y el sur de Asia. Es un ave esbelta y de gran tamaño, con el plumaje de sus partes superiores, cabeza, cuello, alas y pecho es negro, y el del resto de partes inferiores es blanco; mientras que sus patas y pico son rojos.

## Descripción

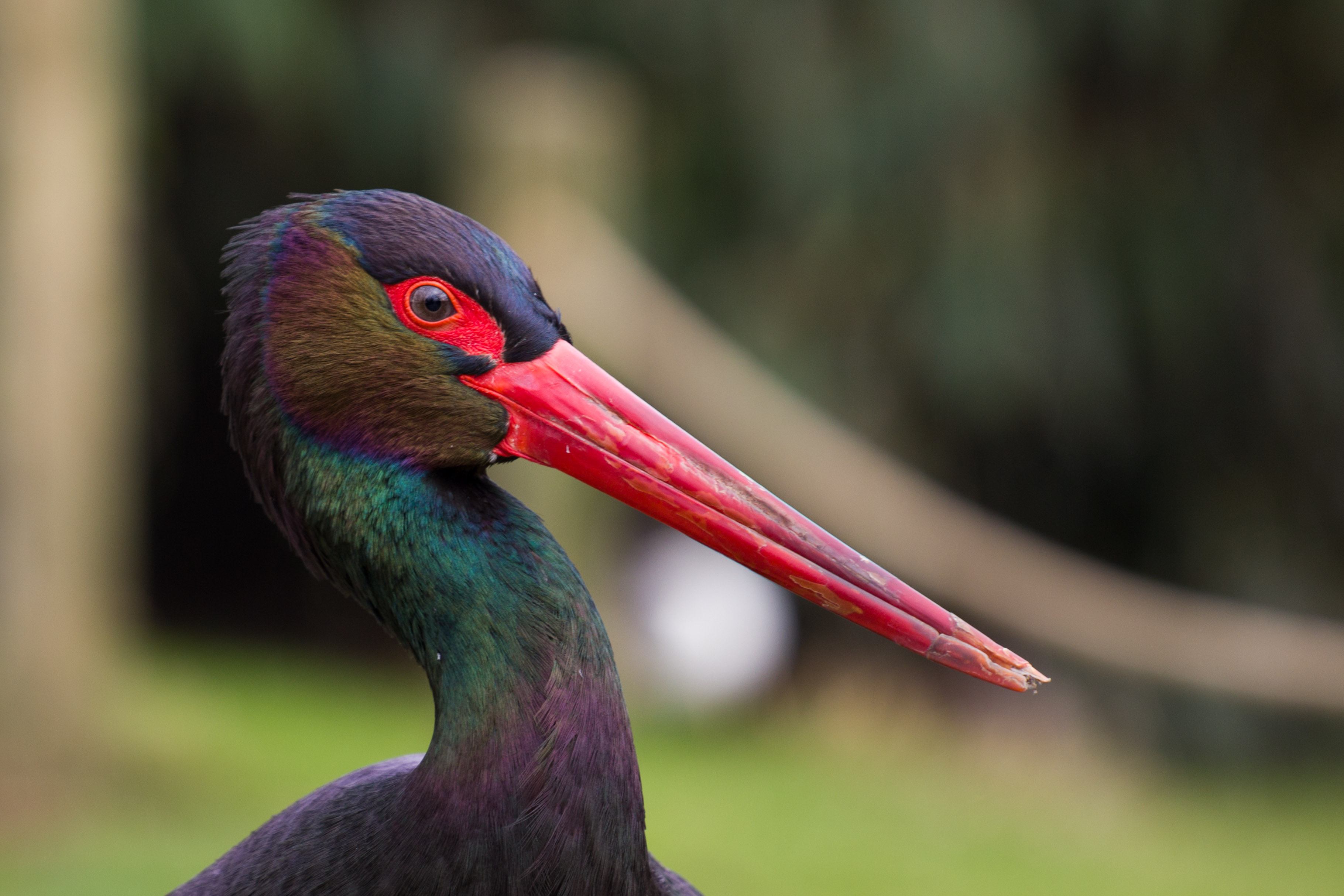
El plumaje de cigüeña negra negra tiene iridiscencias verdes y moradas.

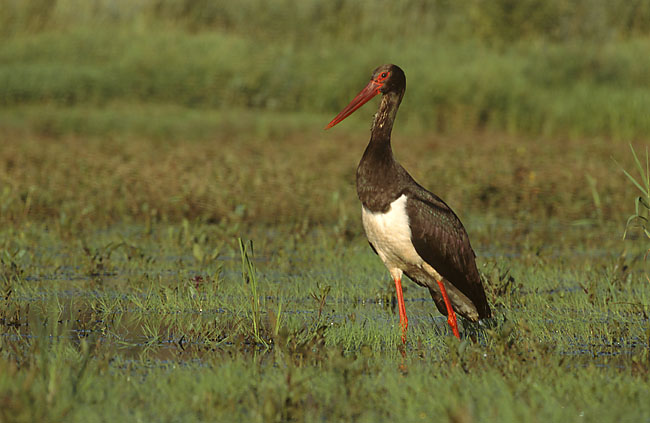
La cigüeña negra negra tiene el plumaje negro salvo las partes inferiores que son blancas.

La cigüeña negra es algo menor que la familiar cigüeña blanca, tiene una talla de 95 a 100 cm, y una envergadura de entre 145–155 cm. Pesa alrededor de 3 kg. Pueden llegar a alcanzar una altura de 102 cm. Como todas las cigüeñas tiene las patas y el cuello largos y un pico largo, recto y puntiagudo. El adulto presenta un plumaje negro en sus partes superiores: cabeza cuello, pecho, espalda, alas y cola, con irisaciones metálicas verdes y moradas, muy patentes en la cabeza, el cuello, el dorso y las cobertoras alares. Las partes inferiores tienen plumas blancas: zona axilar, zona ventral, muslos e infracobertoras caudales, que son extraordinariamente largas. Las plumas del pecho también son largas y forman una gola colgante que usan durante la exhibición del cortejo. 
En los adultos, la carúncula (alrededor del ojo), pico y patas, ausentes de plumas, presentan un color rojo intenso que produce un marcado contraste con el color blanco y negro del plumaje. Su iris es marrón.
No existe dimorfismo acusado entre macho y hembra. El macho de media es algo mayor, y la estructura del pico en algunos ejemplares puede ser un poco diferente, con un pico más robusto y algo curvo respecto a la hembra.
Los jóvenes cuando abandonan el nido se diferencias de los adultos porque la carúncula, patas y pico no tienen color rojo, y el plumaje dorsal, el de la cabeza y el cuello no es negro sino parduzco y sin brillo. El color de la carúncula, pico y patas es verde grisáceo. Las plumas de la cabeza, cuello y pecho son de color pardo oscuro, con las puntas blancas, lo que le confiere un aspecto moteado. Los juveniles pueden confundirse con los del tántalo africano, pero estos últimos tienen las alas y el manto más claros, el pico más largo y tienen blanco bajo las alas.

## Taxonomía y etimología
La familia de las cigüeñas contiene varios géneros divididas en tres grupos principales: las cigüeñas típicas (Ciconia), las cigüeñas de pico abierto de los bosques (Mycteria y Anastomus), las cigüeñas gigantes (Ephippiorhynchus, Jabiru y Leptoptilos). Entre las cigüeñas típicas se incluye además de la cigüeña negra, a la blanca y a otras seis especies vivas, que se caracterizan por sus picos rectos y sus plumajes de colores blanco y negro principalmente. Los parientes más cercano de la cigüeña negra en el género Ciconia, son la otra cigüeña presente en Europa, la cigüeña blanca, y la cigüeña oriental del este de Asia. Los análisis del ADN mitocondrial del citocromo b realizados por Beth Slikas en 1997 situaron a la cigüeña como el taxón más primitivo y basal del género. Se han encontrado restos fósiles en estratos del Mioceno en las islas Rusinga y Maboko de Kenia, que no se puede distinguir si son de cigüeña blanca o negra.

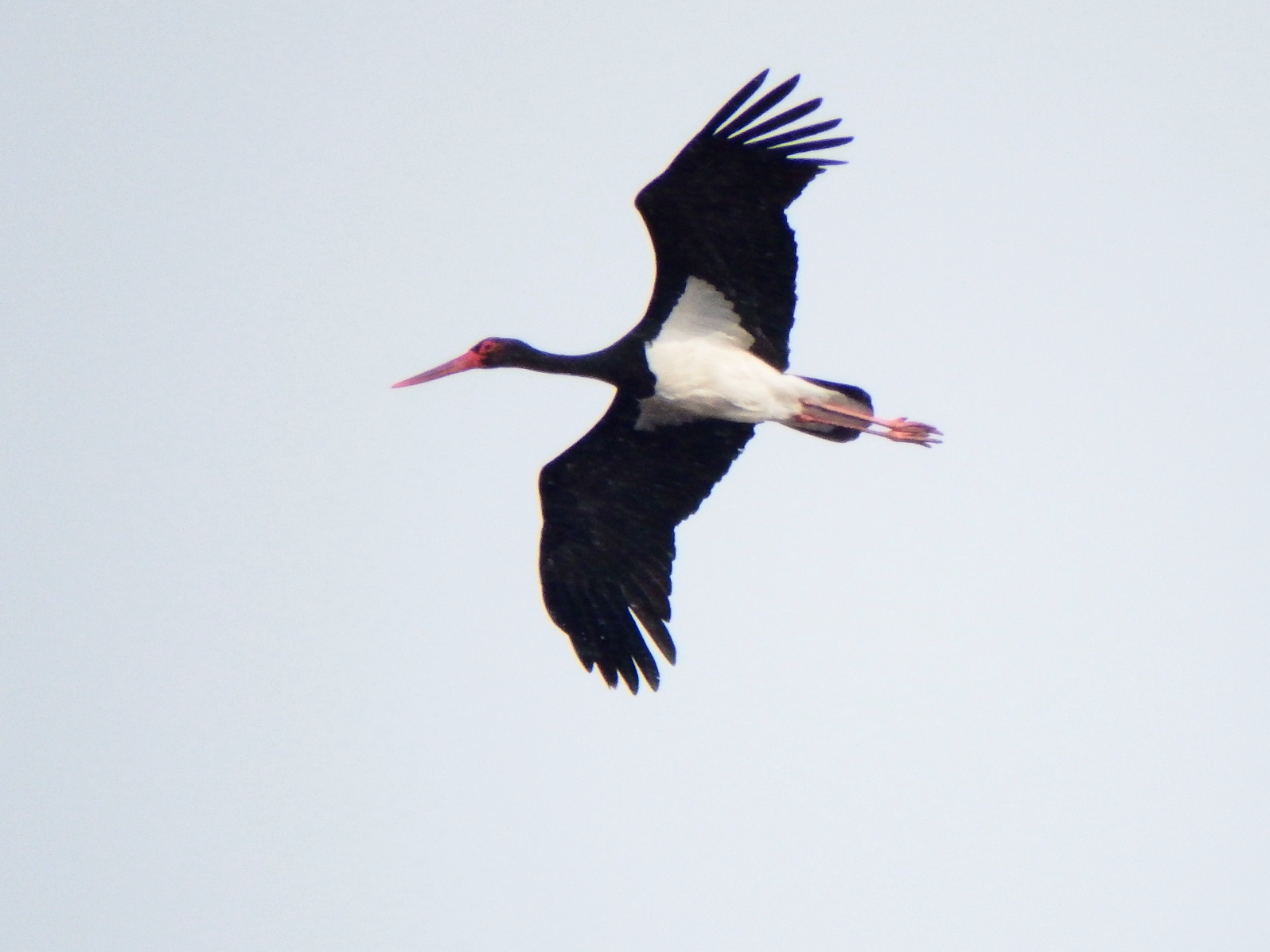
En vuelo.

La cigüeña negra fue descrita científicamente por Carlos Linneo en 1758 en la décima edición de su obra Systema naturae, con el nombre de Ardea nigra, que significa «garza negra». Dos años más tarde fue trasladada al género Ciconia, creado por el zoólogo francés Mathurin Jacques Brisson.
 Es una especie monotípica, es decir, no se reconocen subespecies diferenciadas.
Su actual nombre científico, Ciconia nigra, es de etimología latina y su significado «cigüeña negra» coincide exactamente con su nombre común en español.

## Hábitat
Vive en los robledales y en los bosques de pinos y alcornoques o, por el contrario, también en zonas deforestadas. En ambos casos es fundamental que haya agua abundante (ríos, embalses, charcas, etc.).

## Distribución y migración

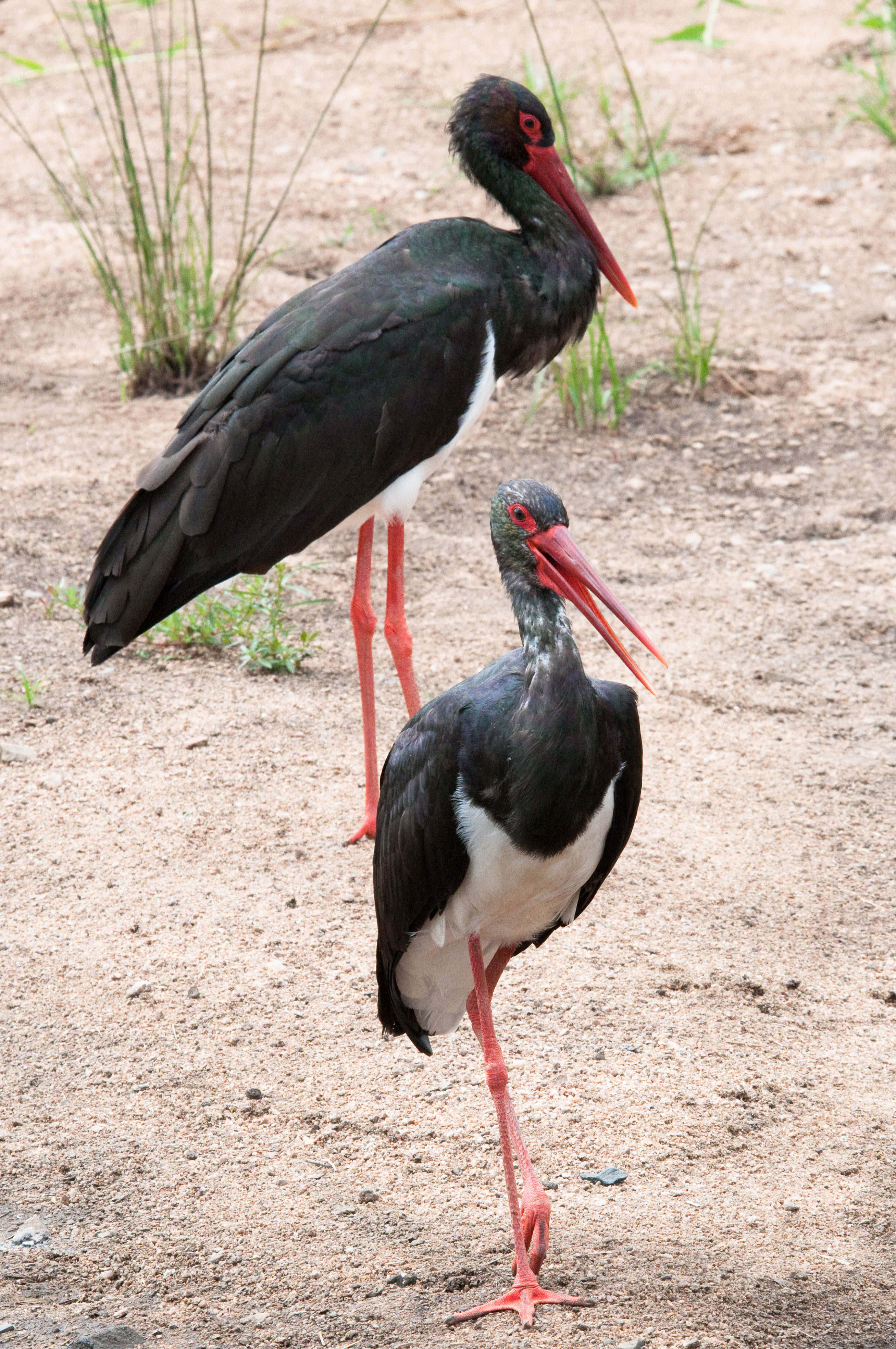
Subadultos en el parque nacional Kruger, Sudáfrica.

Durante la primavera y el verano la cigüeña negra se encuentra en una franja que va desde Asia oriental hasta Europa central, llegando a Estonia por el norte, Francia por el oeste e Italia y Grecia por el sur, con una población separada en la península ibérica. No son abundantes en la zona occidental de su área de distribución, aunque tienen densidades mayores en el este de la región transcaucásica. Además existe una población sedentaria en el África austral.
La cigüeña negra es un ave migradora, que inverna en África tropical y la India. Aprovecha las corrientes de aire caliente para ganar altura planeando y ahorrar energía en vuelos de larga distancia. Como no hay corrientes térmicas sobre el mar, las cigüeñas negras, junto con otras especies de aves planeadoras (principalmente rapaces) se concentran los puntos más cercanos al continente Africano para cruzar el Mediterráneo a través del Estrecho de Gibraltar o el Bósforo. Pueden volar entre 100 y 250 km diarios.
Migran al sur entre mediados de agosto y finales de septiembre y regresan a Europa a mediados de marzo. Alrededor del 10% de las cigüeñas de las poblaciones occidentales atraviesan Sicilia - Cabo Bon, Túnez. La ruta más común atraviesa el Estrecho de Gibraltar. Muchas aves rodean el Sahara a lo largo de la costa atlántica. La mayor parte pasa el invierno en humedales de Nigeria y Malí. Las poblaciones orientales toma la ruta del Bósforo-Sinai-Nilo. Los individuos que pasan el verano en Siberia migran al norte y noreste de la India.

### Rutas migratorias de las cigüeñas negras europeas
Existen dos vías principales para pasar a África:
- Ruta occidental: la mayor parte de las poblaciones occidentales de este pájaro elige la ruta por encima de Gibraltar, pero hay un 10% que prefieren atravesar el Mediterráneo volando por encima de Sicilia y Túnez. Luego atraviesan todo el Sáhara directamente por el centro o recorren la costa Atlántica. Descansan en las zonas húmedas de Nigeria y Mali.

- Ruta oriental: las poblaciones orientales siguen el trayecto Bósforo-Península del Sinaí-Nilo.

### La cigüeña negra en la península ibérica

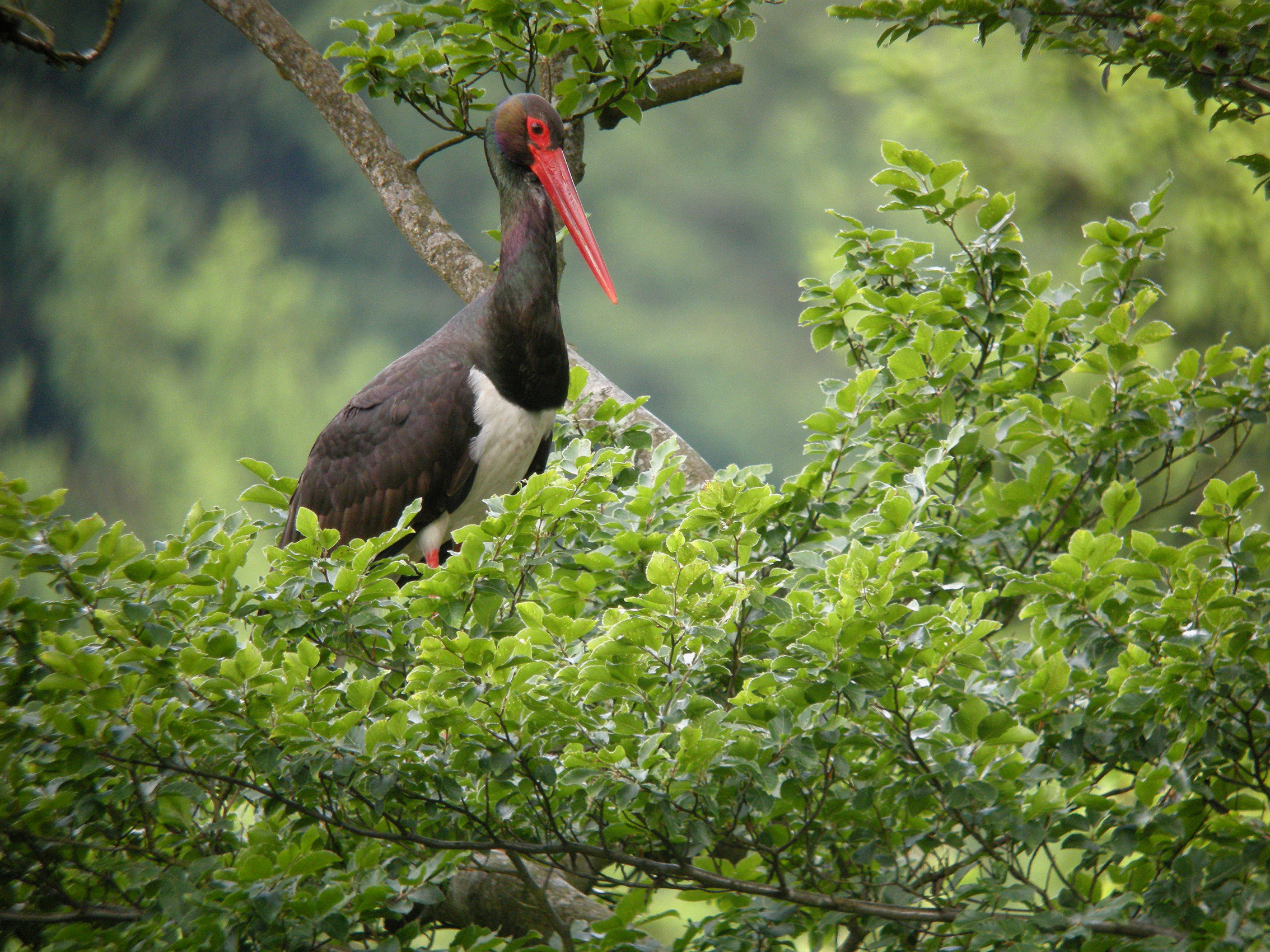
La cigüeña negra anida en grandes árboles.

En la península ibérica su presencia no es abundante, siendo uno de sus hábitats preferidos el norte de Extremadura. En concreto es muy avistada en la Reserva Natural de la Sierra de Malcata, en la confluencia fronteriza de la sierra que le da nombre y la Comarca de Sierra de Gata. Otros puntos importantes de nidificación se encuentran en Castilla y León, concretamente en el Parque natural de Arribes del Duero, en las provincias de Salamanca y Zamora, y la comarca de Sayago.[cita requerida]
En la época de migración migran hacia el sur, entre finales de agosto y mediados de septiembre, se la puede ver ocasionalmente en el Paraje Natural de la Desembocadura del Guadalhorce, en la provincia de Málaga.

## Comportamiento

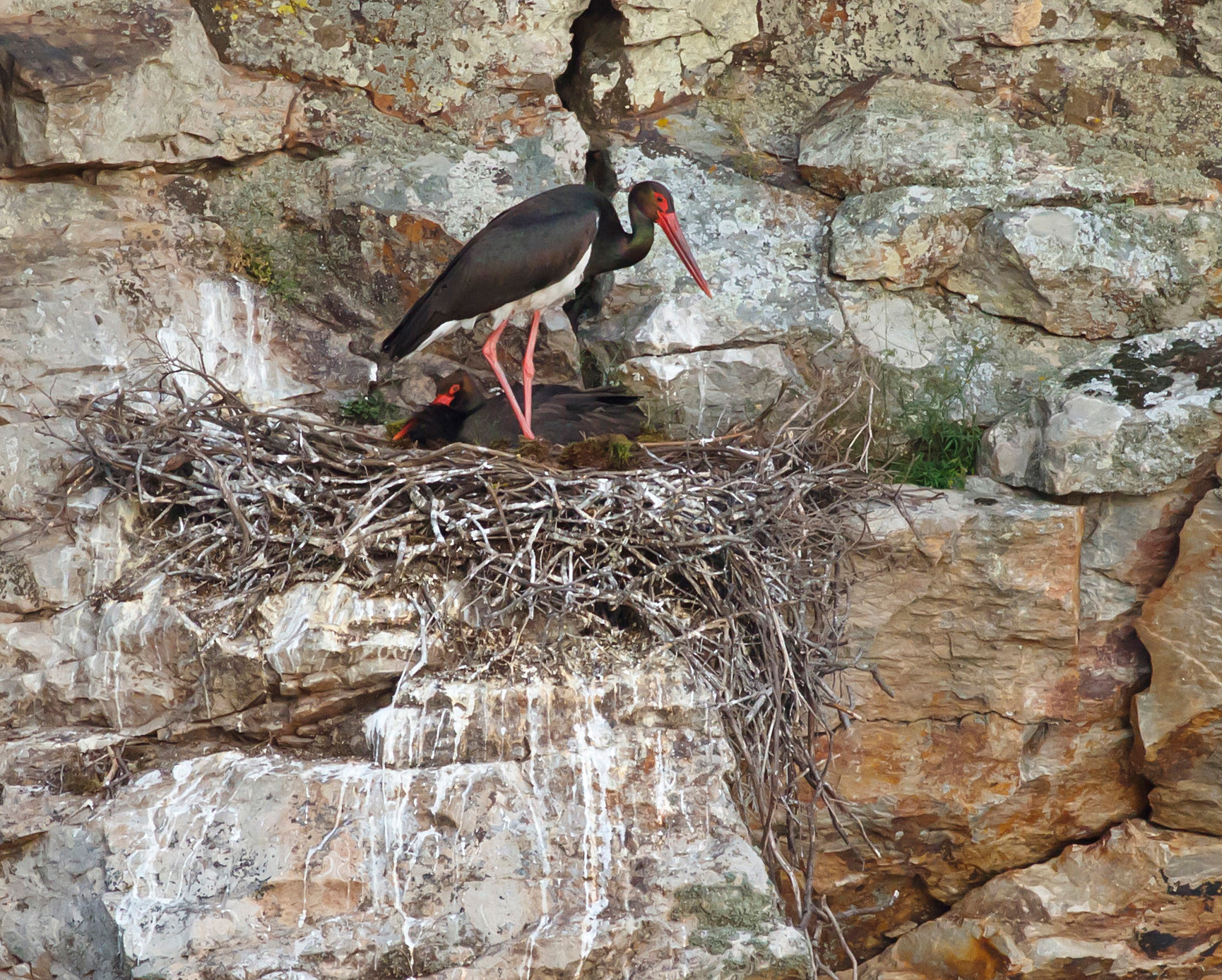
Pareja en su nido en el parque nacional de Monfragüe.

Es más rara, más silvestre y más solitaria que la cigüeña blanca y rehúye la compañía humana.
En sus migraciones es capaz de volar entre 100-250 km diarios, aunque hay ejemplares que llegan a los 500 km. Emigran de mediados agosto-final de septiembre y retornan hacia la mitad de marzo.

### Alimentación
Come principalmente peces, ranas, culebras, ratas de agua, insectos (escarabajos, hemípteros y libélulas) y materia vegetal.

### Reproducción

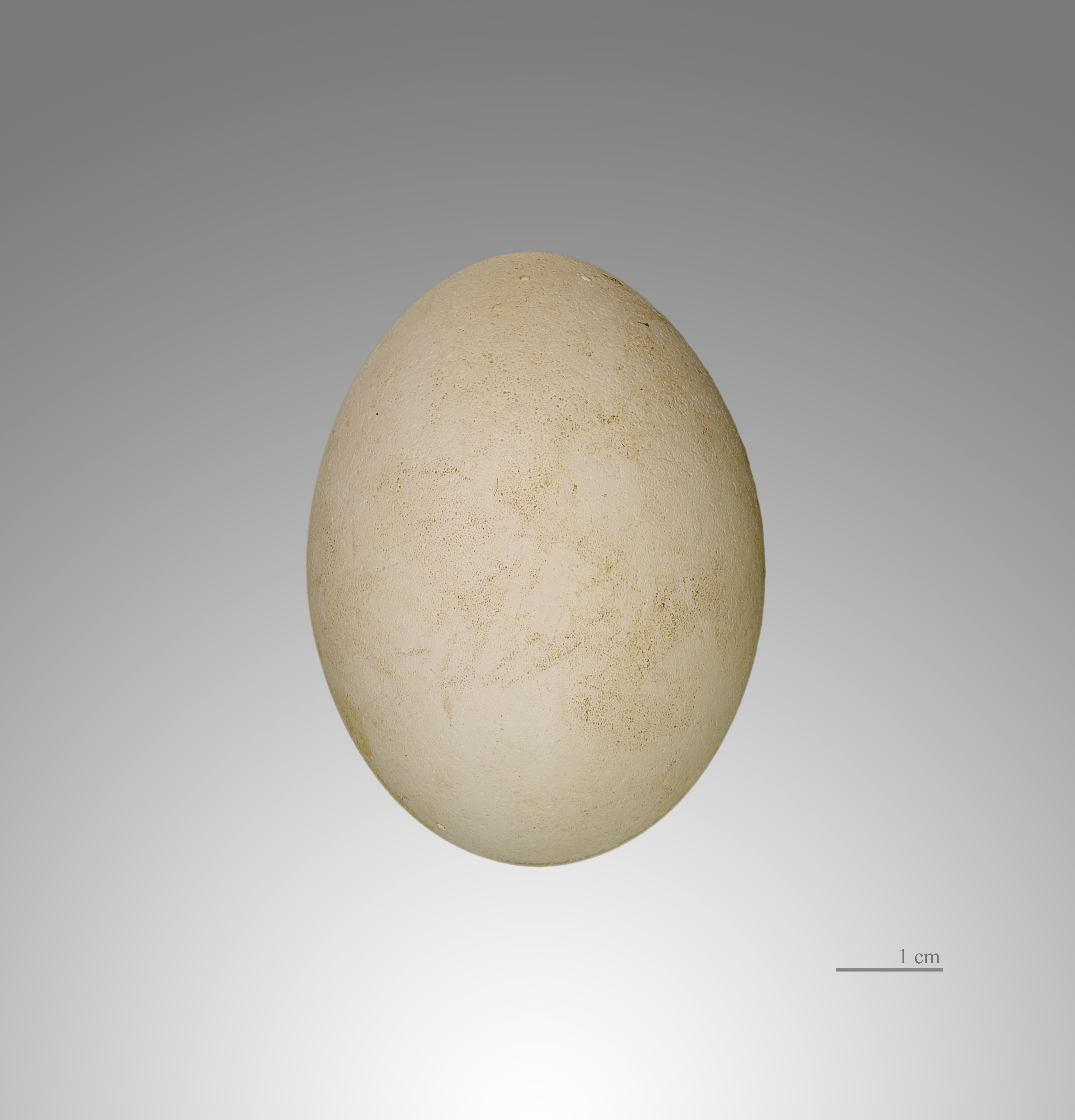
Huevo de cigüeña negra.

La cigüeña negra anida en árboles y acantilados de bosques despoblados. Ocupa nidos de años anteriores o ambos sexos construyen un nido voluminoso con ramas y folladoras de musgo, hierbas verdes y gramíneas, siempre cerca del agua. La puesta, de abril a junio, consta de 3-5 huevos blancos y ambos progenitores los incuban por espacio de 38 a 42 días. Los polluelos son alimentados por sus padres y son capaces de volar al cabo de 65-70 días.
Se ha observado a cigüeñas negras matar a uno de sus polluelos en épocas de falta de alimento, generalmente al más pequeño. Al reducir el tamaño de la nidada se incrementa las oportunidades de supervivencia del resto de polluelos. Los polluelos de cigüeña no se atacan entre ellos, y el método de alimentarles de sus padres (regurgitando gran cantidad de alimento a la vez) no permite que los polluelos más fuertes se puedan imponer a los débiles, por lo que el infanticidio paternal es una forma eficiente para reducir el número de bocas a alimentar. En cualquier caso, este comportamiento no se observa de forma corriente.

## Conservación
En Europa el número de cigüeñas negras es escaso: en Dinamarca prácticamente ha desaparecido y en Alemania solo quedan 50 parejas. La población de la Europa Oriental consta, más o menos, de 500 parejas.